# Дманиси
Дмани́си (груз. დმანისი, азерб. Başkeçid) — город (с 1981 года) в Грузии. Расположен на реке Машавера, в 30 км к юго-западу от железнодорожной станции Казрети.

## История
Современный Дманиси появился как духоборческое село Башкичет  (старое название — Башкечид — в переводе с азербайджанского (baş keçid) означает «главный (горный) перевал») примерно в 15 километрах от заброшенного грузинского города Дманиси. С 1892 по 1896 здесь находился в ссылке толстовец Дмитрий Хилков. В советское время стал одним из райцентров Квемо-Картли.
Указом ПВС Грузинской ССР от 18 марта 1947 г. село Башкичети переименовано в Дманиси. 24 июня 1959 года Дманиси получило статус посёлка городского типа.
По всесоюзной переписи населения 1989 года в Дманиси проживало 8650 человека.

## Достопримечательности
Близ Дманиси, в 10 километрах на восток, находятся развалины крупного средневекового города-крепости Дманиси. Площадь городища — около 25 га. Раскопки городища производились с 1936 года. Город в VII—XII вв. был центром арабского-мусульманского локального государства Думанусского эмирата. Город был особо значимым перевалочным пунктом на караванных путях — узловым центром одного из ответвлений Великого Шёлкового пути; отсюда и тюркское название Баш-кечит.
Имя города Думанус упоминается в тексте одного из шедевров мирового искусства, в образце устного народного творчества — огузском-азербайджанском народном эпосе «Китаби-Деде-Коркут» («Книга моего деда Коркута»).
Сохранилась трёхцерковная базилика VI—VII вв, восстановленная в начале XVIII в., притвор с богатой. Выявлены городские стены, ворота, многочисленные постройки. Найден клад из 25 золотых и серебряных украшений XII—XIII веков. На территории Дманиси были обнаружены останки первых европейцев — Зезвы и Мзии.

## Палеонтология и палеоантропология
В 1991 году в ходе раскопок были обнаружены останки вымершего представителя гоминид — Homo georgicus. Фауна млекопитающих Дманиси близка к фауне из местонахождений Пуэбло де Вальверде (Испания), Сен-Валье и Сенез (Франция), Коста С. Джиакомо и Оливола (Италия), Ливенцовка (Ростов-на-Дону, Россия), Палан-Тюкан (Азербайджан) и Мухкай II (Дагестан, Россия), которые существовали во временном интервале 2,1—1,76 млн лет назад. Раннепалеолитическая каменная индустрия из Дманиси, возраст которой составляет 1,8—1,7 млн лет, является одной из древнейших культур, обнаруженных вне Африки. Имеется много общих черт с каменной индустрией таких древнейших памятников Африки как Када-Гона EG10 и Када-Гона EG12 в Эфиопии (около 2,55 млн лет), Локалелей-1 в Кении (Lokalalei, около 2,34 млн лет), Фежеж FJ1 в Эфиопии (Fejej FJ-1, около 2 млн л. н., Южный Омо) и др. Архаичная каменная индустрия из Олдувайского ущелья (пачки слоя I и нижние слои пачки II) в Танзании и Кооби Фора в Кении имеют много общего с галечной индустрией без ручных рубил из Дманиси. Дманисский доашельский каменный комплекс является самым ранним комплексом в Евразии. Более древним, чем дманисский доашельский каменный комплекс, является каменный комплекс в Ирон на Ближнем Востоке (около 2,4 млн лет).
На территории Дманиси в период верхнего и нижнего плиоцена обитал нынче вымерший вид страуса — Struthio dmanisensis.
Фаунистический материал из слоя B1 в блоке раскопок M6 демонстрирует выживаемость белка для большинства образцов, но полное отсутствие древней ДНК. В Дманиси был найден изолированный левый нижний моляр (m1 or m2; GNM Dm.5/157-16635) носорога Stephanorhinus ex gr. etruscus-hundsheimensis. С помощью методов палеопротеомики удалось установить, что носорог из Дманиси (specimen 16635) возрастом 1,77 млн лет относится к более ранней линии по отношению к родственным шерстистым носорогам (Coelodonta antiquitatis) и носорогам Мерка (Stephanorhinus kirchbergensis). Также учёным удалось изучить протеом из моляра D4163 вида Homo erectus (дманисский гоминид).
Археологи из Флорентийского университета нашли в Дманиси скелеты, черепа, зубы и фрагменты челюсти VM-7000 больших псовых из группы Canis (Xenocyon) lycaonoides подрода Xenocyon возрастом 1,77—1,76 млн лет. Учёные отмечают, что эти останки не являются свидетельством одомашнивания собак в раннем палеолите. По характеру износа эмали зубов исследователи определили, что эти каниды были плотоядными — мясо в его рационе составляло более 70 %.
Между 1,85 и 1,76 млн лет в Дманиси появляются лошади видов Equus stenonis и Equus altidens.